# كيث بوكانان
كيث بوكانان (بالإنجليزية: Keith Buchanan)‏ هو سياسي بريطاني، ولد في 11 مايو 1973 في المملكة المتحدة. حزبياً، نشط في الحزب الديمقراطي الاتحادي. في 2016 Northern Ireland Assembly election ‏، انتخب Member of the 5th Northern Ireland Assembly ‏ عن دائرة وسط أولستر ‏ وقد انضم خلال فترته النيابية ‏ (7 مايو 2016 – 26 يناير 2017)  للكتلة البرلمانية الحزب الديمقراطي الاتحادي وفي انتخابات جمعية أيرلندا الشمالية 2017 ‏، انتخب Member of the 6th Northern Ireland Assembly ‏ عن دائرة وسط أولستر ‏ وقد انضم خلال فترته النيابية ‏ (3 مارس 2017 – )  للكتلة البرلمانية الحزب الديمقراطي الاتحادي.